# Copa Jalisco
La Copa Jalisco es un torneo amistoso anual organizado por la A.C. Clubes Unidos de Jalisco. 

## Ediciones
| Año           | Campeón                   | Subcampeón             | Tercero                | Cuarto                       |
| ------------- | ------------------------- | ---------------------- | ---------------------- | ---------------------------- |
| 2011 Detalles | Atlas · México            | Leones Negros · México | Guadalajara · México   | Daejon Citizen Corea del Sur |
| 2012 Detalles | Monarcas Morelia · México | Guadalajara · México   | UNAM · México          | Atlas · México               |
| 2013 Detalles | Guadalajara · México      | Atlas · México         | Leones Negros · México | Estudiantes Tecos · México   |
| 2014 Detalles | Santos Laguna · México    | Chiapas · México       | Atlas · México         | Leones Negros · México       |